# Fabricação de dispositivos semicondutores
Fabricação de dispositivos semicondutores é o processo utilizado para criar os circuitos integrados que estão presentes em todos os dispositivos eletrônicos. É uma sequência de passos múltiplos com litografia e utilização de produtos químicos durante a qual os circuitos eletrônicos são criados gradualmente em uma wafer feita de material semicondutor. Silício é quase sempre utilizado, mas vários compostos semicondutores são utilizados para aplicações especializadas.

## Lista de semicondutores

Progresso de miniaturização, e comparação dos tamanhos de semicondutores com alguns objetos microscópicos e comprimentos de onda de luz visíveis.

- A fabricação de dispositivos semicondutores de 7 nanômetros (7 nm) é a tecnologia seguida a de 10 nm.[2] Em 2002, a IBM produz transistor em 6nm.[3] Em 2003, a NEC produz transistor em 5 nm.[4] Em 2012, a IBM produz transistor menores que 10 nm com nanotubos de carbono.[5] Em abril de 2015 a TSMC anuncia que vai produzir transistor de 7 nm em 2017.[6] Em julho do mesmo ano a IBM anuncia chips de 7 nanômetros funcionais, usando silício-germânio.[7] Em maio de 2019 a AMD anuncia a nova linha de processadores Ryzen 3000 com o processo em 7nm.[7]
- A fabricação de semicondutores de 10 nanômetros (10 nm) é a tecnologia seguida a de 14 nm. A nomeação original deste nó "11 nm" vem da International Technology Roadmap para Semiconductors.[8] Embora o roteiro tenha sido baseado na expansão continuada das CMOS, este roteiro não garante que as CMOS baseada em silício vão conseguir ir tão longe. Isto por que o comprimento da porta dielétrica para esse nó pode ser menor do que 6 nm de espessura isto exige uma monocamada ainda menor. Estimativas indicam que os transistores nestas dimensões são significativamente afetados por tunelamento quântico. Como resultado, a evolução não-silício da CMOS, utilizando materiais ultra-low-k ou nanotubos /nanofios , bem como plataformas não-CMOS, incluindo a eletrônica molecular e dispositivos de elétrons únicos , foram propostos. Assim, este nó marca o início prático da nanoeletrônica.
- A fabricação de semicondutores de 14 nanômetros (14 nm) é a tecnologia seguida a de 22 nm / (20 nm). A nomeação desta tecnologia como "14 nm" veio da International Technology Roadmap para Semiconductors. A tecnologia de 14 nm foi alcançada em dispositivos por empresas de semicondutores em 2014.[9] A resolução de 14 nm é difícil de conseguir em um polímero, mesmo com a litografia por feixe de elétrons. Além disso, os efeitos químicos da radiação ionizante também limitar resoluções fiáveis a cerca de 30 nm, o que é também possível utilizando a tecnologia de litografia de imersão.
- A fabricação de semicondutores de 22 nanômetros (22 nm) é a tecnologia seguida a de 32 nm. A tecnologia de 22 nm foi alcançada em dispositivos por empresas de semicondutores em 2012.[10]
- A fabricação de semicondutores de 32 nanômetros (32 nm) é a tecnologia seguida a de 45 nm. A tecnologia de 32 nm foi alcançada em dispositivos por empresas de semicondutores em 2010.[11] Intel e AMD começaram a comercializar juntas microchips produzidos utilizando o processo de 32 nanômetros em 2010. IBM também desenvolveu dispositivos de 32 nm com high-k metal gate.
- A fabricação de semicondutores de 45 nanômetros (45 nm) é a tecnologia seguida a de 65 nm. A tecnologia de 45 nm foi alcançada em dispositivos por empresas de semicondutores em 2007.[12]